# Symplocos cordifolia
Symplocos cordifolia är en tvåhjärtbladig växtart som beskrevs av Thw. Symplocos cordifolia ingår i släktet Symplocos och familjen Symplocaceae. Inga underarter finns listade i Catalogue of Life.